# Aube d'acier
Aube d'acier (titre original : Iron Sunrise) est un roman de Charles Stross publié en 2004. Cet ouvrage a été nommé pour le prix Hugo du meilleur roman 2005.
Ce roman fait suite au roman Crépuscule d'acier.

## Résumé
De retour sur Terre, Rachel et Martin ont un peu de mal à reprendre leurs missions habituelles. Brusquement, un soleil entre en supernova, détruisant la civilisation qui habitait son système. Ses défenses automatisées lancent des représailles contre une autre civilisation pourtant innocente.
Qui a déclenché ce génocide ? Et qui assassine les chefs survivants, seuls à pouvoir stopper le processus meurtrier ?

## Éditions
- Iron Sunrise, 6 juillet 2004, Ace Books, 355 p.  (ISBN 978-0441011599)
- Aube d'acier, 20 juin 2006, Mnémos, coll. « Icares SF », 480 p., trad. Bernadette Emerich et Xavier Spinat  (ISBN 978-2-915159-80-6)
- Aube d'acier, 26 novembre 2008, Le Livre de poche, coll. « Science-fiction » no 27071, 576 p., trad. Bernadette Emerich et Xavier Spinat  (ISBN 978-2-253-12218-0)